# 世界图书出版公司
世界图书出版公司（简称：世图公司）为中华人民共和国一家国有出版社，是中国出版集团公司的成员单位。

## 历史
世界图书出版公司成立于1986年，总部设于北京市，因而名义上旗下的世界图书出版公司北京公司也称“世图本部”。世界图书出版公司的其他子公司还包括：世界图书出版上海有限公司、世界图书出版广东有限公司、世界图书出版西安有限公司、世界图书出版长春有限公司、世图音像电子出版社、中国科学文化音像出版社。
世界图书出版公司主要向海外出版机构购买版权，重印、加注中文或者翻译出版图书及音像制品，同时也出版中国作者创作的社科类作品。